# Fundu Tutovei
Fundu Tutovei – wieś w Rumunii, w okręgu Bacău, w gminie Plopana. W 2011 roku liczyła 554 mieszkańców.